# 卡里耶
卡里耶（Khariya），是印度北方邦Sonbhadra县的一个城镇。总人口9836（2001年）。

## 人口
该地2001年总人口9836人，其中男性5370人，女性4466人；0—6岁人口1519人，其中男799人，女720人；识字率71.75%，其中男性为78.70%，女性为63.39%。